# بنتیتسه

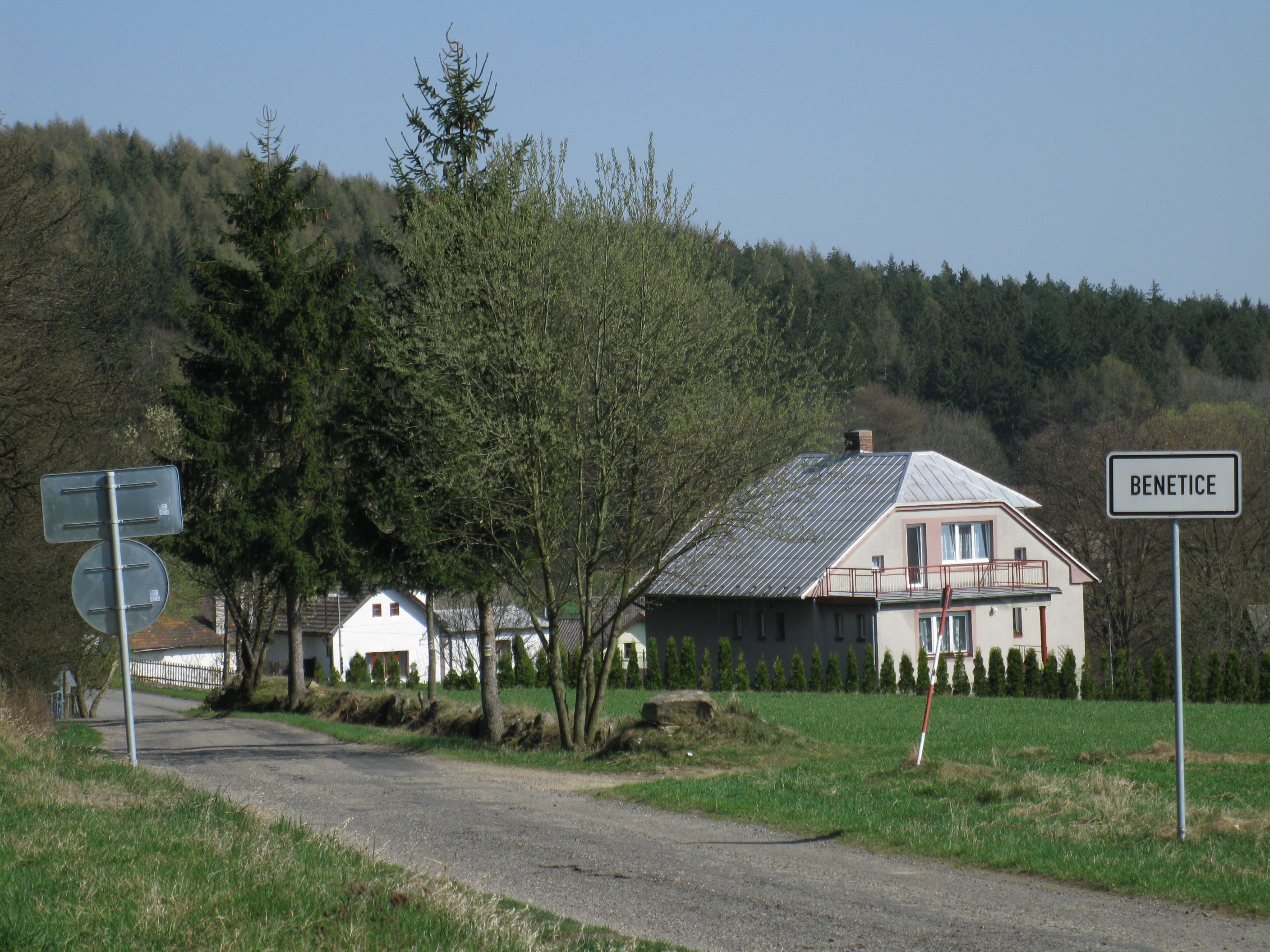
نمایی از دهکدهٔ بنتیتسه

بِنِتیتسِه (Benetice) دهکدهٔ کوچکی در نزدیکی شهرک سویتلا نات سازاو (به چکی: Světlá nad Sázavou) در ناحیه ویسوچینا (به چکی: Vysočina)ی جمهوری چک است. در گذشته کارخانهٔ شیشه‌سازی‌ای در این دهکده وجود داشت که اسامی محلی برخی از مکان‌ها همچون برکهٔ اسکلارنسکی برگرفته از بخش‌های این کارخانه است. همچنین اردوگاهی تفریحی در بنتیتسه وجود دارد که در گذشته جوانانی از مجارستان، لهستان و آلمان بدانجا می‌آمدند. قلعهٔ لیپنیتسه نیز از این دهکده قابل مشاهده است.

## نگارخانه

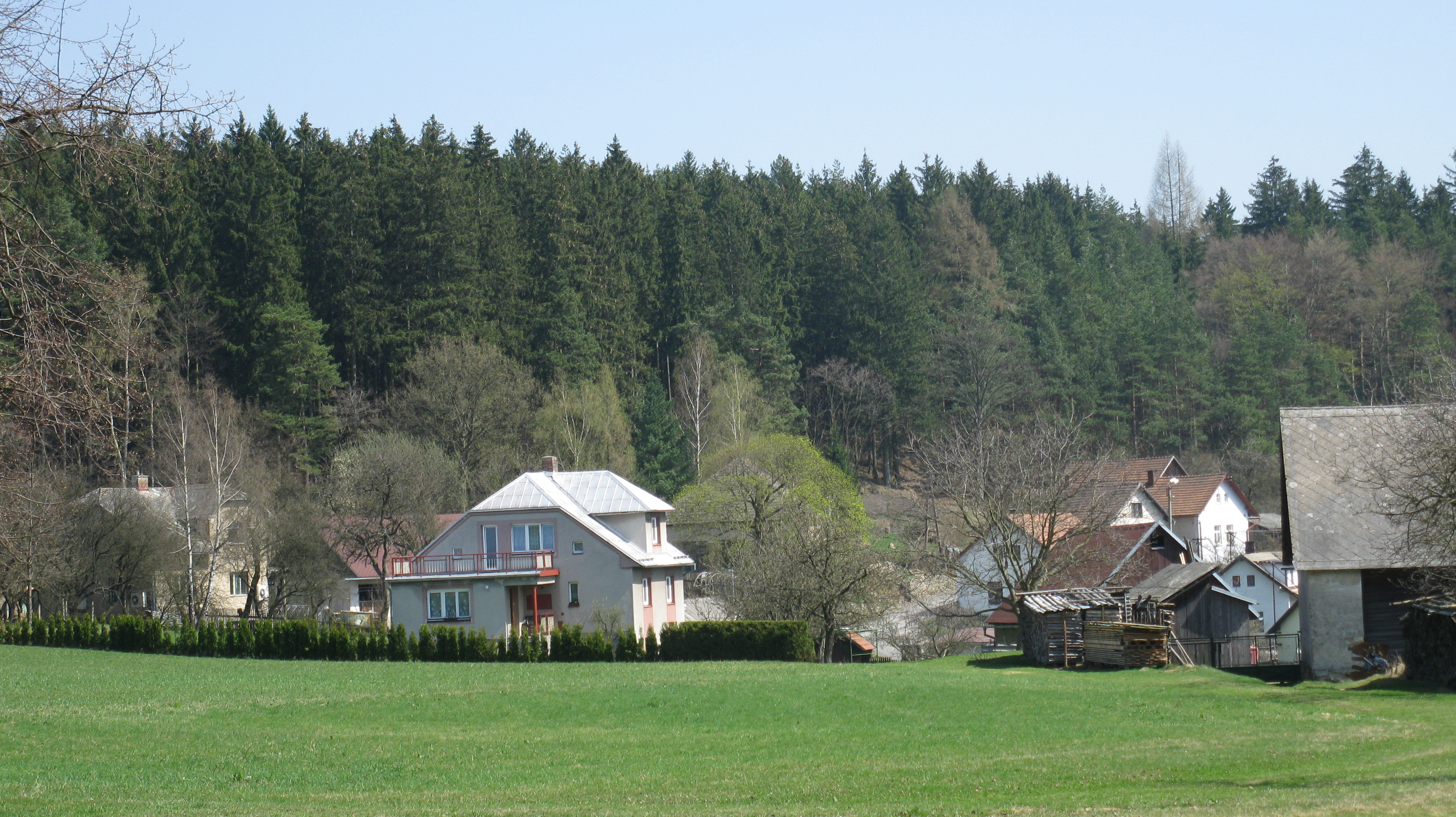
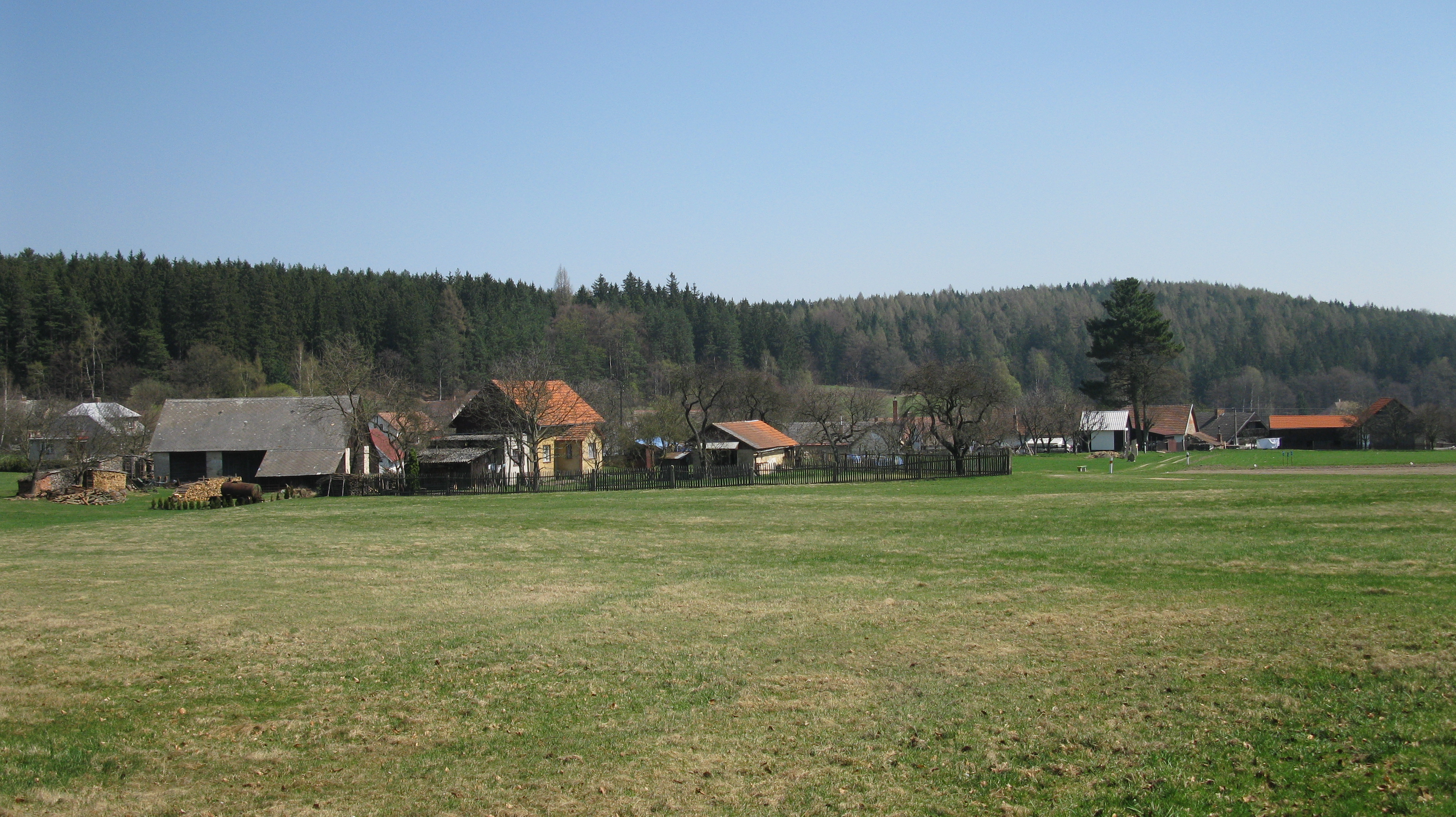
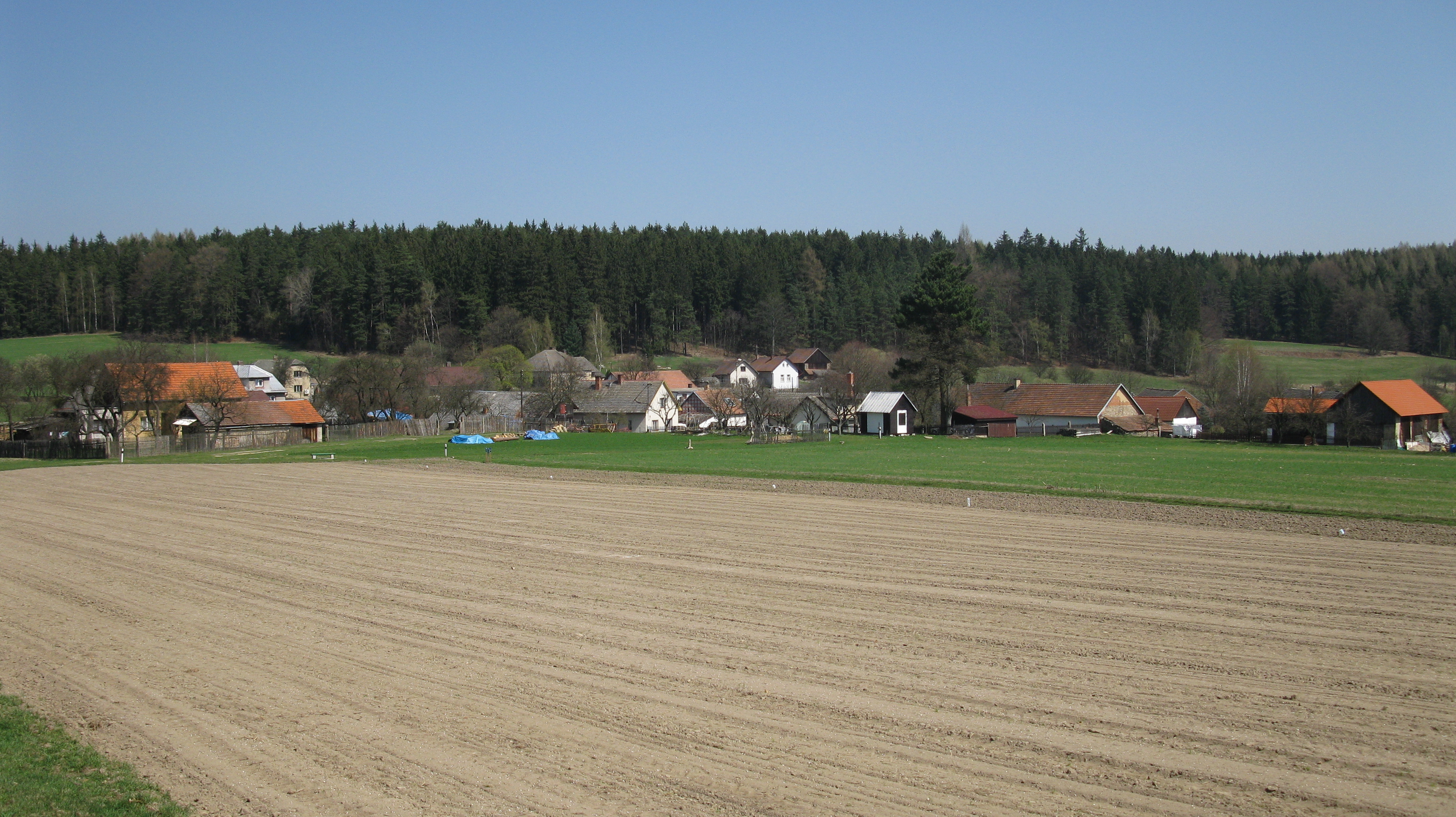
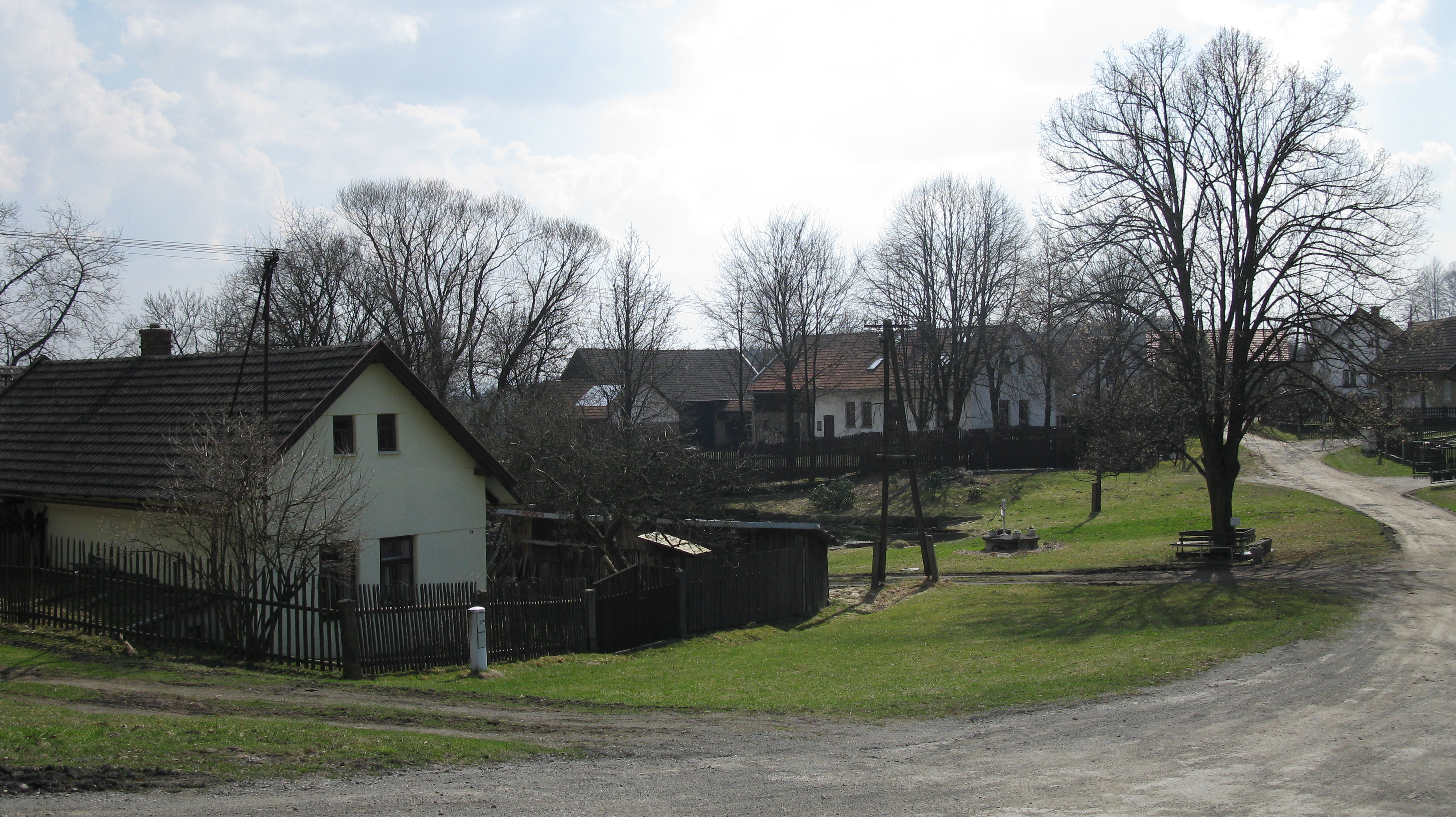
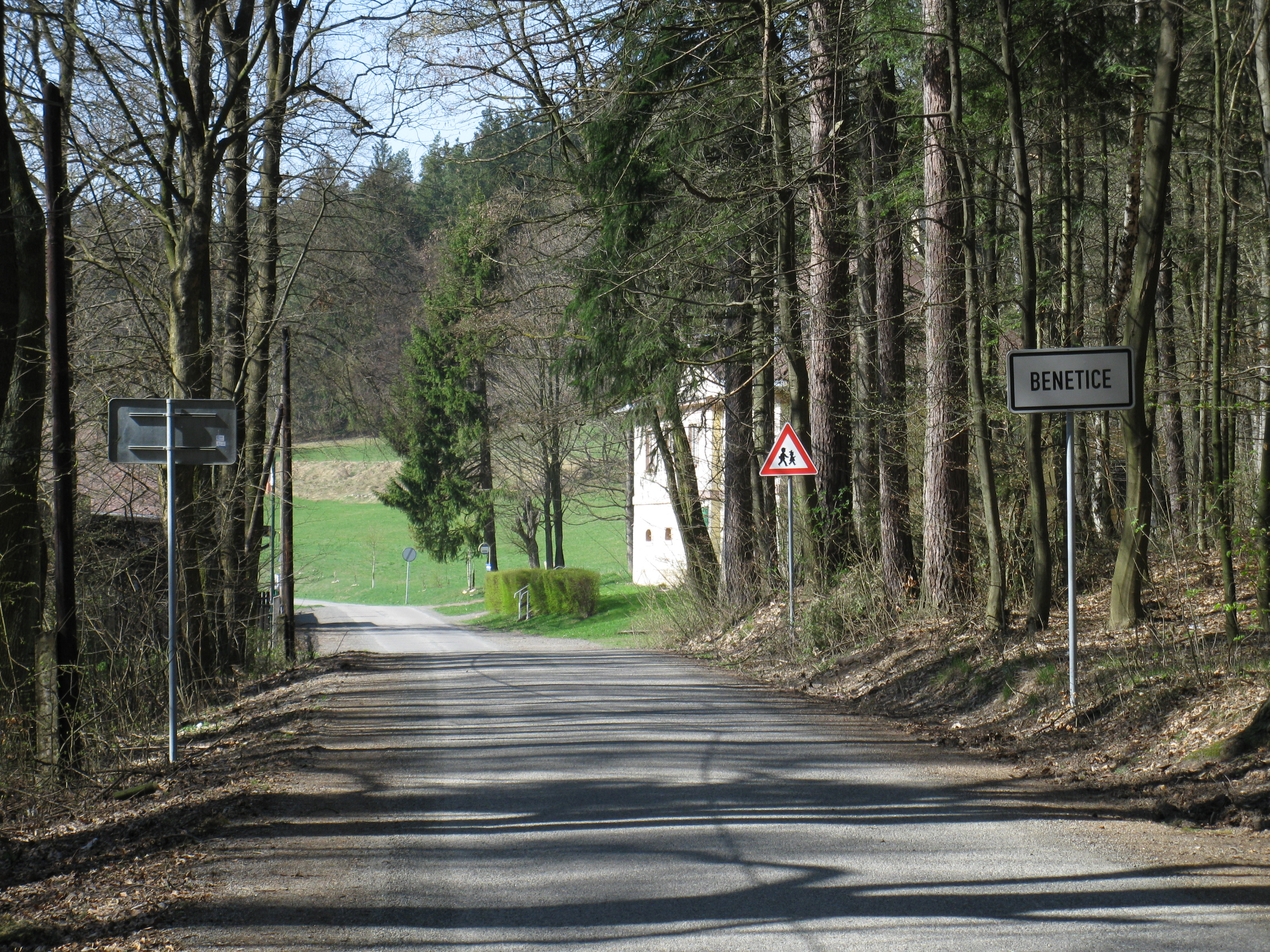
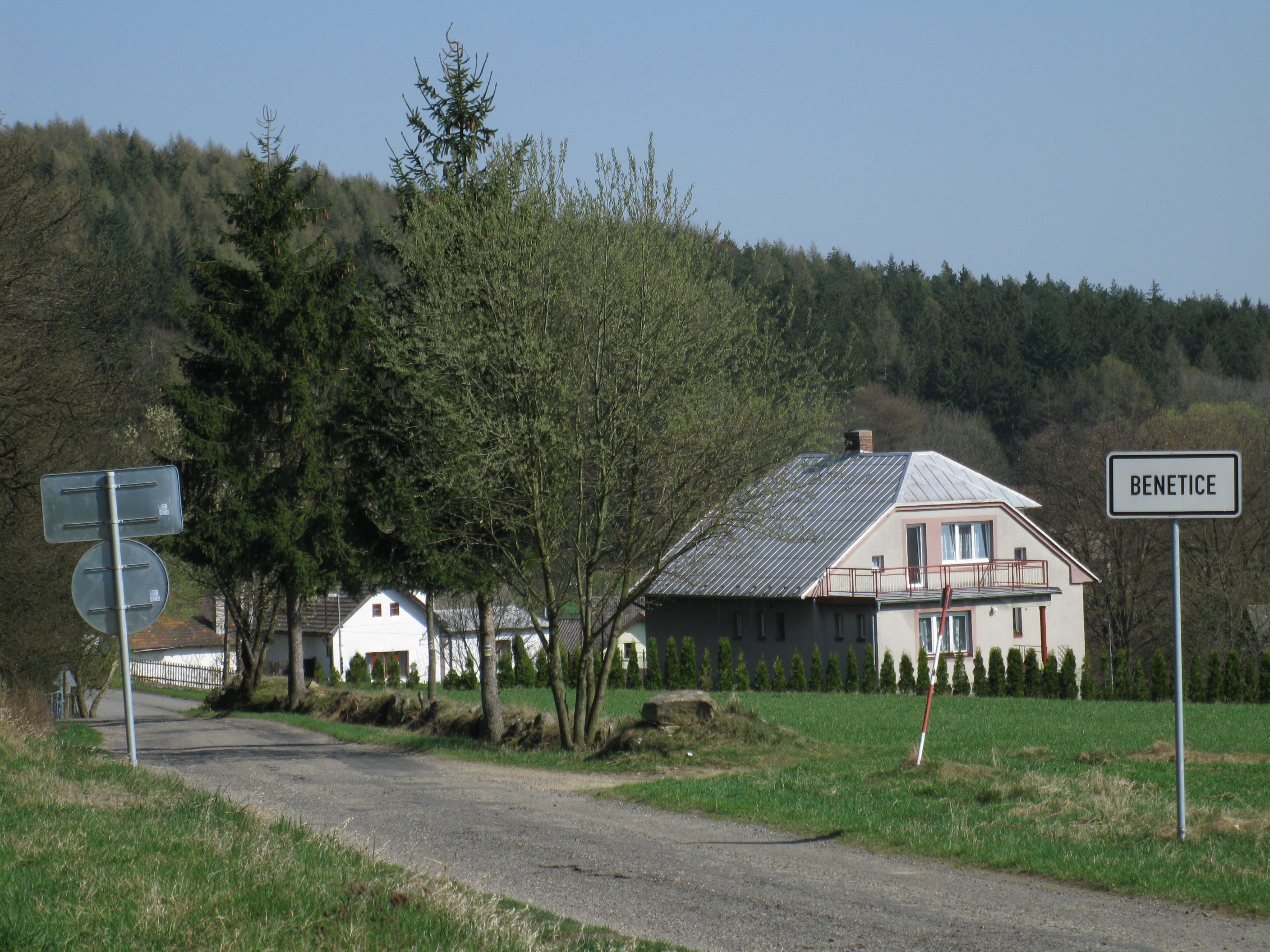
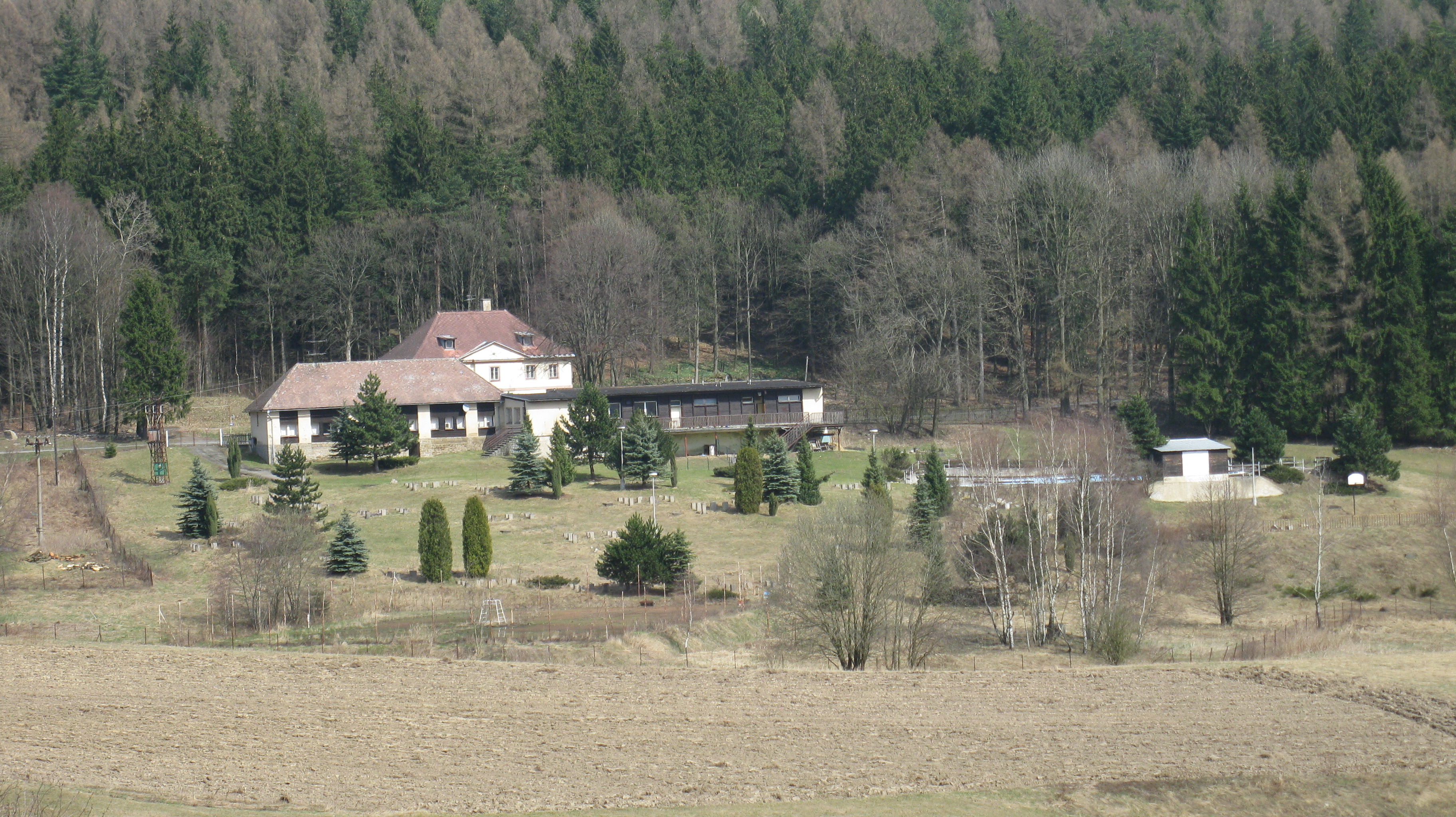
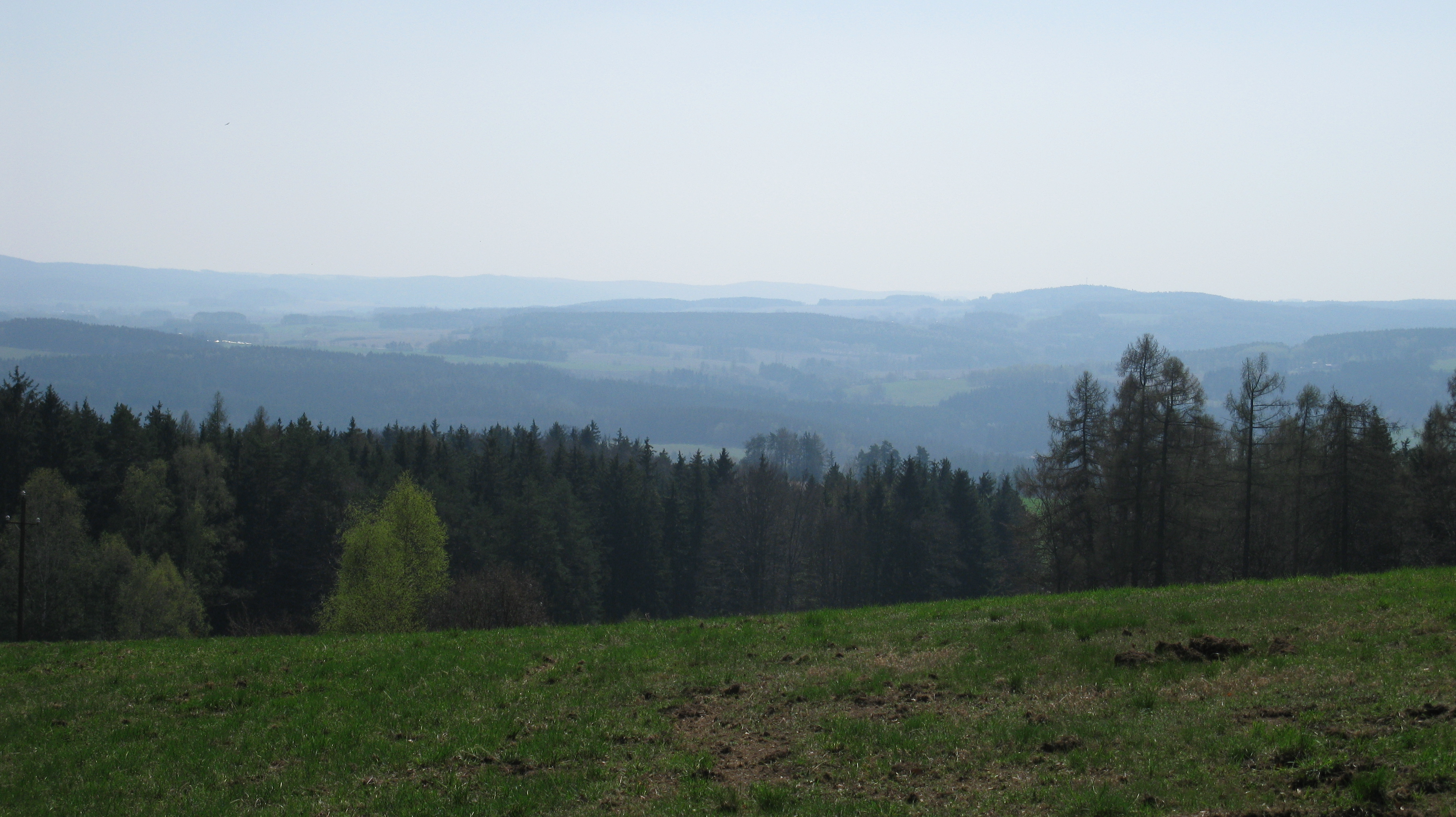